# كيم ألي
كيم ألي (بالإنجليزية: Kim Alley)‏ هي عارضة أمريكية، ولدت في 11 أبريل 1965 في ريتشموند في الولايات المتحدة.

## وصلات خارجية
- الموقع الرسمي